# 罗马—波斯战争
罗马－波斯战争，又称罗马-伊朗战争，是发生在希腊-罗马世界的各国与两个连续的波斯帝国（帕提亚帝国与后来的萨珊帝国）之间的一系列军事冲突。帕提亚帝国与罗马共和国之间的战役始于公元前54年； 战争在罗马共和国晚期开始，并一直持续到罗马帝国时期（后来的东罗马帝国）和萨珊帝国。各种附庸国和同盟游牧民族以缓冲国和代理人的形式也发挥了作用。 战争以阿拉伯穆斯林的征服而结束，这导致了萨珊帝国的陷落和东罗马帝国的巨大领土损失。
在帕提亚统治者被推翻后，继任的萨珊帝国继续与东罗马帝国对抗，東羅馬帝國為了抗衡萨珊帝国，在東面和正在与波斯争奪絲綢之路的西突厥汗國结盟进攻，但联盟很快就破裂。萨珊帝国曾一度攻佔拜占庭人东方重镇安條克並直取耶路撒冷，但隨後被東羅馬反攻至泰西封。随着穆斯林阿拉伯人在阿拉伯半岛的崛起，建立阿拉伯帝國並滅亡萨珊王朝及打败东罗馬而结束。
尽管罗马人与波斯人的战争持续了七个世纪之久，但战线却大致稳定。战争多是些拉锯战。城镇、城堡，还有一些行省被反复地掠夺、占领、摧毁、交易。理论上没有哪一方有实力去维持冗长的战役，也没有哪一方敢冒拉长战线的风险深入敌人后方，双方都是在前线附近作战，各自的平衡得以维持。僵局在公元2世纪的时候有所转机：原本沿着幼发拉底河的边界线一度向东推进，跨过美索不达米亚到达底格里斯河北部，甚至向北到了亚美尼亚和高加索山脉。
战争的开销证明了这对双方都是场灾难。公元6世纪和7世纪冗长又逐步升级的战事使得他们在面对突然来犯的哈里发时显得疲惫和脆弱不堪。得益于双方孱弱的国力，穆斯林们很快占领了整个萨珊王朝，拿下了原东罗马帝国的领土黎凡特、高加索、埃及以及北非其它地区。在接下来的几个世纪里，原来东罗马帝国的大部分领土沦于穆斯林的统治之下。

## 罗马对帕提亚的战争

### 罗马共和国对帕提亚的战争
帕提亚在国王米特拉达梯一世和二世在位期间开始接触罗马。后者曾与苏拉交涉，以图与罗马共和国缔结盟约。前69年，卢库鲁斯率军进攻提格兰二世统治的亞美尼亞王國时就致函帕提亚国王弗拉特斯三世请求后者不插手罗马与亚美尼亚的战争。前66-65年，庞培与弗拉特斯三世达成协议，两国共同出兵攻打亞美尼亞王國，却在胜利之后因国界划分问题产生矛盾。最后，除了奥斯若恩地区落入罗马共和国手中之外，帕提亚帝国成功称霸美索不达米亚。
前53年，马库斯·李锡尼·克拉苏率军远征帕提亚帝国，却在卡莱战役被波斯贵族苏雷纳击败，大军全军覆没，克拉苏本人与儿子双双战死。此役是罗马自阿勞西奧戰役以来最惨痛的失败。次年，帕提亚帝国袭击了叙利亚行省，并于前51年大举进攻罗马共和国。然而，帕提亚军队在安条克附近中伏，因此被迫退兵。
帕提亚帝国在凯撒内战期间作壁上观，却同时与庞培一派保持友好关系，帕提亚王子帕科鲁斯一世甚至出兵解救在阿帕米亚被围的庞培派军团。凯撒在内战中获胜之后立刻着手准备远征帕提亚帝国，却旋即遇刺。在紧接着的解放者内战之中，帕提亚支持解放者布鲁图和卡西乌斯，并且派兵介入腓立比战役。后三头同盟击败解放者集团之后，帕提亚帝国于前40年联合昆图斯·拉贝利乌斯手下的解放者旧部入侵罗马领土。联军横扫叙利亚行省并进犯犹太行省。罗马的其余亚洲领土岌岌可危。安东尼派心腹大将文提狄乌斯对付侵入了阿纳托利亚的拉贝利乌斯。文提狄乌斯将罗马叛军赶回叙利亚，将其连同增援的帕提亚军队一起击败，并处决了拉贝利乌斯。之后，文提狄乌斯在叙利亚隘口再次击败帕提亚军队，遂将其逐出叙利亚行省。前38年，帕提亚军队卷土重来，却再度被文提狄乌斯打败，这次连帕科鲁斯一世也战死沙场。罗马军队重返犹太行省后协助希律王取代由帕提亚势力拥立的君主。叙利亚及犹太局势稳定之后，安东尼亲自率大军进入阿特罗帕特尼地区，但他的攻城器械及辎重队却被消灭了，亞美尼亞王國的盟军也逃之夭夭。罗马军队自知无望征服帕提亚，只好撤军，并在后撤途中蒙受惨重损失。前33年，安东尼重返米底亚借兵对抗屋大维。随着局势变化，该计划终归流产，使得帕提亚随即控制了米底亚。

### 罗马帝国对帕提亚的战争
公元1年，屋大维与弗拉特斯五世达成协议，双方成功阻止战火重燃。帕提亚帝国同意撤出亞美尼亞王國，并承认其罗马保护国的地位。然而，在接下来数十年间罗马与帕提亚从未停止对亞美尼亞王國宗主权的争夺。36年，阿尔达班三世擅立儿子为亚美尼亚国王，战争再度爆发，并以阿尔达班二世放弃将亚美尼亚纳入势力范围为结局。58年，沃洛吉斯一世拥立兄弟梯里达底为亚美尼亚国王。罗马军队废黜了梯里达底，帕提亚遂对罗马展开一场未分胜负的战争。最后，罗马帝国在63年同意梯里达底及其子孙统治亚美尼亚，条件是每一任国王的人选都要获得羅馬的认可。
公元2世纪，新一轮战争爆发。这一次罗马帝国稳占上风。图拉真皇帝在114-115年侵入亚美尼亚和美索不达米亚，将其纳为罗马行省。他攻破帕提亚首都泰西封，并顺流而下君临波斯湾。然而，帕提亚旧臣和人民在115年揭竿而起，犹太行省也爆发了叛乱，令罗马军队面临四面楚歌的境况。帕提亚叛军群起攻击罗马要塞，而塞琉西亞，尼西比斯和埃德薩的百姓则赶走了罗马驻军。图拉真镇压了叛乱，但在安插了从属王之后就匆匆撤回叙利亚了。图拉真在117年驾崩，他生前并没有机会巩固对新近夺取的土地的统治。在他死后，哈德良为了整合罗马帝国的领土，避免耗费巨资管理陌生的东方领土，因此将亚美尼亚，美索不达米亚，及阿特罗帕特尼交还给当地统治者，并将幼发拉底河划为罗马势力范围的边界。
公元161年，两国对亚美尼亚的争夺再次引发战争，沃洛吉斯四世击败了罗马军队，攻陷了埃德薩，并率军蹂躏叙利亚行省。163年，罗马军队发动反攻击败帕提亚，将忠于罗马的从属王送上亚美尼亚王位。次年，阿维狄乌斯·卡西乌斯侵入美索不达米亚，在杜拉歐羅普斯和塞琉西亞击败敌人，并在165年洗劫了泰西封。当时一场疑似天花的瘟疫正在肆虐帕提亚，罗马军中也有不少人染病身亡，使得罗马军队不得不撤回。军队将瘟疫带回了罗马，使疫症传遍罗马全境，影响整整一代人。195-197年，塞普蒂米乌斯·塞维鲁皇帝发动攻势，占领美索不达米亚北部尼西比斯和辛加拉一带，并再度洗劫泰西封。216年，卡拉卡拉皇帝发动最后一次罗马-帕提亚战争，洗劫埃尔比勒。卡拉卡拉遇刺后，其继任者马克里努斯在尼西比斯战败，被迫赔款求和。

## 罗马帝国对萨珊王朝的战争
阿尔达希尔一世推翻帕提亚帝国创立萨珊王朝之后旋即对罗马帝国重启战端。他于230年袭击了美索不达米亚和叙利亚行省，并要求罗马帝国割让曾经属于阿契美尼德王朝的土地。谈判不果之后，亚历山大·塞维鲁皇帝于232年率军东征。罗马的北路军成功攻入亚美尼亚，击退波斯军队，而走南路的两支军队则由于水土不服无功而返。皇帝视这次东征为一次成功，并举行了凯旋式。阿尔达希尔一世在晚年再次攻击罗马帝国，夺取了美索不达米亚和叙利亚的几座城市，包括卡莱，尼西比斯和哈特拉。阿尔达希尔一世的继任者沙普尔一世变本加厉地攻击罗马帝国。他进攻美索不达米亚，攻占了数次降而复叛的哈特拉，但于243年在艾因角被挫败，罗马军队夺回了卡莱和尼西比斯。皇帝戈爾迪安三世信心大振并沿着幼发拉底河深入敌境，不料却在泰西封城郊战败，皇帝身死。阿拉伯人菲利普在危局中称帝，他以500000第纳里乌斯赔款换取了一纸和约。
此时，罗马帝国深陷三世紀危機，在日耳曼蛮族的侵略和一系列短命皇帝的昏庸统治下国力一落千丈。沙普尔一世遂对罗马帝国趁火打劫。第三世纪50年代初，菲利普皇帝卷入对亚美尼亚的争夺，沙普尔一世遂大举进攻亚美尼亚，杀害其国王，并在253年击败罗马军队，随即洗劫安条克。258到260年间，沙普尔一世在埃德萨之战大败罗马军队，俘虏瓦勒良皇帝。他乘胜追击进入阿纳托利亚时却被挫败。同时，镇守巴尔米拉的罗马权臣奥登纳图斯也对波斯发起反击，迫使波斯帝国放弃亚美尼亚和安条克。
奥勒良皇帝于275年企图东征波斯，普罗布斯皇帝在282年亦然，但两人均出师未捷已然身死。卡鲁斯皇帝在283年发动了一次顺利的东征，并成功洗劫泰西封。由于卡鲁斯于同年12月离奇身死，罗马帝国未能扩大战果。戴克里先即位后两国曾短暂休战，但面对罗马军队进驻亚美尼亚，波斯国王纳塞赫面对罗马人入侵亚美尼亚重启战端，并在296或者297年击败了四帝之一伽列里乌斯，但后者却在298年于萨塔拉战役中复仇雪恨，再一度洗劫泰西封，并掳获波斯国库和后宫。罗马帝国获得了一次决定性的胜利，收复了底格里斯河和大扎卜河流域的所有失地。一系列存在争议的城市，包括提格拉诺塞塔，锡尔特，马提罗堡，比特利斯，巴赫奇薩賴，连同亚美尼亚王国，都落入了罗马帝国手中。
公元前299年的和约所奠定的局势持续到了330年。沙普尔二世对罗马帝国展开一系列攻势，最终在348年于辛加拉击败君士坦提烏斯二世。然而，这一系列战役收效颇微：波斯军三次围攻号称“美索不达米亚钥匙”的尼西比斯却无功而返，虽然沙普尔二世于359年成功包围阿米达，并攻破辛加拉，但两座城市很快便再度易手。第4世纪50年代间，由于沙普尔二世的注意力放在了抵抗游牧民族对波斯帝国东北边境的骚扰，所以罗马波斯两国间迎来了短暂的和平。到了公元前359年，沙普尔二世借助降伏的游牧民族向罗马再次发起攻势，并在苦战之后攻破阿米达。次年，他攻占了貝扎布德和辛加拉，并击退了君士坦提烏斯二世的反击。然而，波斯军队为这几次胜利付出了巨大代价，成为强弩之末。与波斯结盟的游牧民族纷纷背离波斯军队而去。于是，当罗马皇帝尤利安于公元364年大举进攻时沙普尔二世无力迎战，任由罗马大军沿着幼发拉底河进军直达泰西封城下。虽然罗马军队在泰西封城下获得一场胜利，但却无法攻下这座波斯首都，只得沿着底格里斯河撤退。罗马军队在撤退途中举步维艰。雪上加霜的是皇帝尤利安在撤退途中于萨迈拉之战阵亡。群龙无首的罗马大军顿时被困在底格里斯河东岸。临危就命的约维安皇帝向波斯乞降以保障罗马大军能撤出波斯土地。罗马帝国拱手让出了底格里斯河以东的所有土地，以及尼西比斯和辛加拉。后来，沙普尔也征服了失去罗马撑腰的亚美尼亚王国。
公元383或384年，亚美尼亚再次引起罗马和沙珊波斯帝国之间的摩擦，但战争没有爆发。两个帝国都面临着来自欧亚大陆北部的蛮族侵扰。因此，狄奥多西一世和沙普尔三世在384或387年签订了更明确的和平协议，两国瓜分亚美尼亚。到了此时，罗马帝国的北部面临日耳曼人，阿兰人和匈人入侵，而波斯帝国的北疆则遭到匈人和嚈哒人的威胁。罗马和波斯与蛮族的矛盾令两国间迎来较持久的和平，期间只爆发了两次短暂的战争：第一次战争发生在421-422年，其导火索是巴赫拉姆五世对改信基督教的波斯高官的迫害。第二次战争则发生在440年，起因是伊嗣埃二世对罗马势力范围内的亚美尼亚的入侵。

## 东罗马帝国对萨珊王朝的战争

### 阿纳斯塔修斯战争
阿纳斯塔修斯战争终结了罗马和波斯势力之间持续最久的一段太平时期。波斯国王喀瓦德一世企图胁迫东罗马帝国皇帝阿纳斯塔修斯一世向其进贡财宝，遭到后者断然拒绝。公元502年，波斯势力攻破了无防备的埃尔祖鲁姆，并在502到503年之间的秋冬季节间包围了要塞城市阿米达。围城战比喀瓦德一世想象之中惨烈得多：守军在波斯军队的猛攻下坚持了三个月后才失守城池。公元503年，罗马人反包围了阿米达，意图夺回这座要塞，最终却无功而返；喀瓦德一世入侵奥斯若恩围攻埃德薩的结果亦然。504年，罗马通过将阿米达重重包围夺取了主动权，并最后攻陷了这座要塞城市。同年，由于来自高加索地区的匈人侵入亚美尼亚，罗马和波斯两国间协议停战。虽然两国坐到了谈判桌上，但是正式签订和约则要等到公元506年的11月。公元505年，阿纳斯塔修斯一世下令在达拉修筑一座坚固的要塞城市。同时，他也下令在埃德萨，蘇魯奇，和阿米达等地修复一些毁于战火的城防工事。虽然直到阿纳斯塔修斯一世驾崩为止东罗马和波斯间再没有大规模战争，但是两国之间关系持续紧张。罗马人在达拉修筑工事的行为更如同火上浇油：422年签订的和约明文禁止了罗马和波斯两方在边境区域建筑新的防御工事。但是阿纳斯塔修斯一世考虑到这一系列防御工事在罗马防线中的关键地位，不顾波斯人反对强行完成了建筑项目。最后，新的城墙在507-508年间竣工。

### 伊比利亚战争

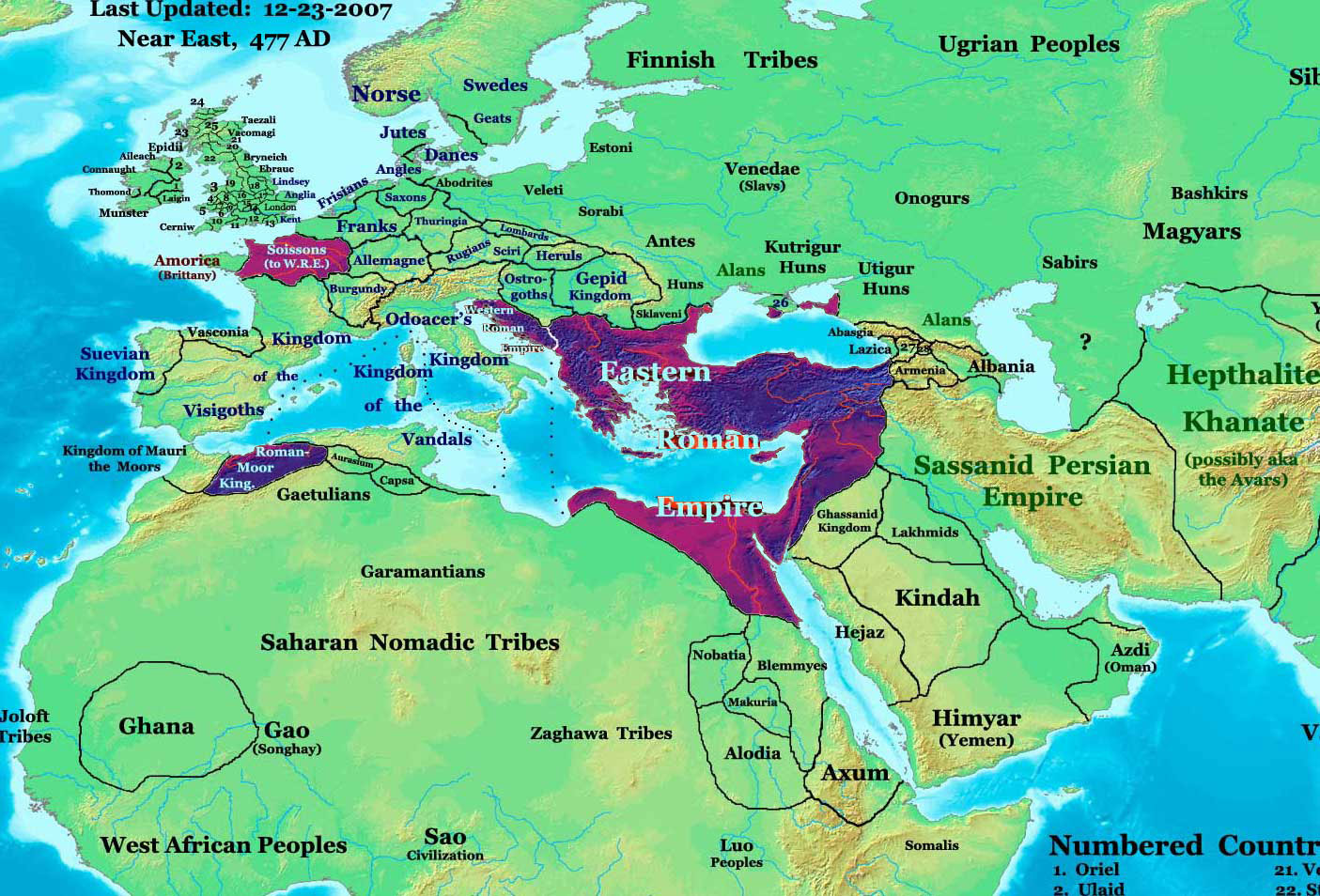
公元477年的罗马和波斯帝国及他们的邻国

公元524-525年间，喀瓦德一世提议让查士丁一世收养其子霍斯劳，但是谈判不久便破裂了。起初，查士丁一世及其外甥查士丁尼都对萨珊国王的提议持欢迎态度，但是查士丁一世宫廷里的法学家普罗库鲁斯反对这一举措。这两年间，伊比利亚王国紧跟着拉茲卡王国的前车之鉴，为了摆脱波斯统治而揭竿起义了。不仅仅伊比利亚王国国王投向了东罗马帝国，后者也在高加索北部招募匈人援助伊比利亚起义军。这使得罗马和波斯之间的关系瞬间变得紧张起来。一开始两国都依赖代理人——包括南方的亲善波斯的阿拉伯人和北方的亲善罗马的匈人——来作战。但在公元526-527年间，两国的正规军开始在南高加索和上美索不达米亚交战。波斯人在这场战争早期站了上风。公元527年，波斯人成功镇压了伊比利亚王国的起义，挫败了罗马向尼西比斯和特贝萨方向的攻势，并通过骚扰攻击防止了罗马人在坦努里斯和梅拉巴萨布防。新登基的东罗马帝国皇帝查士丁一世为了弥补己方军队在和波斯人作战之中暴露的劣势重组了帝国在东方的军团。公元528年，名将贝利撒留尝试派兵保护在坦努里斯建筑堡垒的罗马劳工却无功而返。公元529年，拉赫姆王國对叙利亚行省的侵扰促使查士丁尼一世援助自己的阿拉伯盟友，并最终使伽珊尼德领袖伊本·贾巴拉得以将松散的部落联盟统一成一个王国。
公元530年，萨珊王朝在美索不达米亚大举进攻，却在達拉戰役中被贝利萨留率军击败；波斯人派往高加索战线的部队也在萨塔拉被罗马将领希塔斯击败。公元531年，波斯和拉赫姆王国的联军在卡利尼古姆击败了贝利萨留，令后者被解除职务。同年东罗马军队在亚美尼亚夺得几座堡垒，而波斯人则在拉兹卡东部夺取了两座堡垒。卡利尼古姆战役之后，查士丁尼一世的使者海默根和喀瓦德一世展开谈判未果。此时，喀瓦德一世在波斯军队围攻马提罗波利斯期间驾崩了。他的继承人霍斯劳一世在公元532年春重启谈判，并在同年9月签订了“永久和平”条约。战争双方同意归还所有占领区，东罗马帝国同意缴纳11000磅黄金。东罗马帝国收回了在拉兹卡的要塞，而伊比利亚地区仍然在波斯人手中。被迫离乡背井的伊比利亚居民获得了选择回到故土还是定居东罗马帝国境内的权利。然而，这次条约只换来了短短8年的太平日子。

### 查士丁尼对垒霍斯劳一世
| 东罗马帝国 东罗马帝国攻占的土地 | 萨珊王朝 萨珊王朝附庸 |

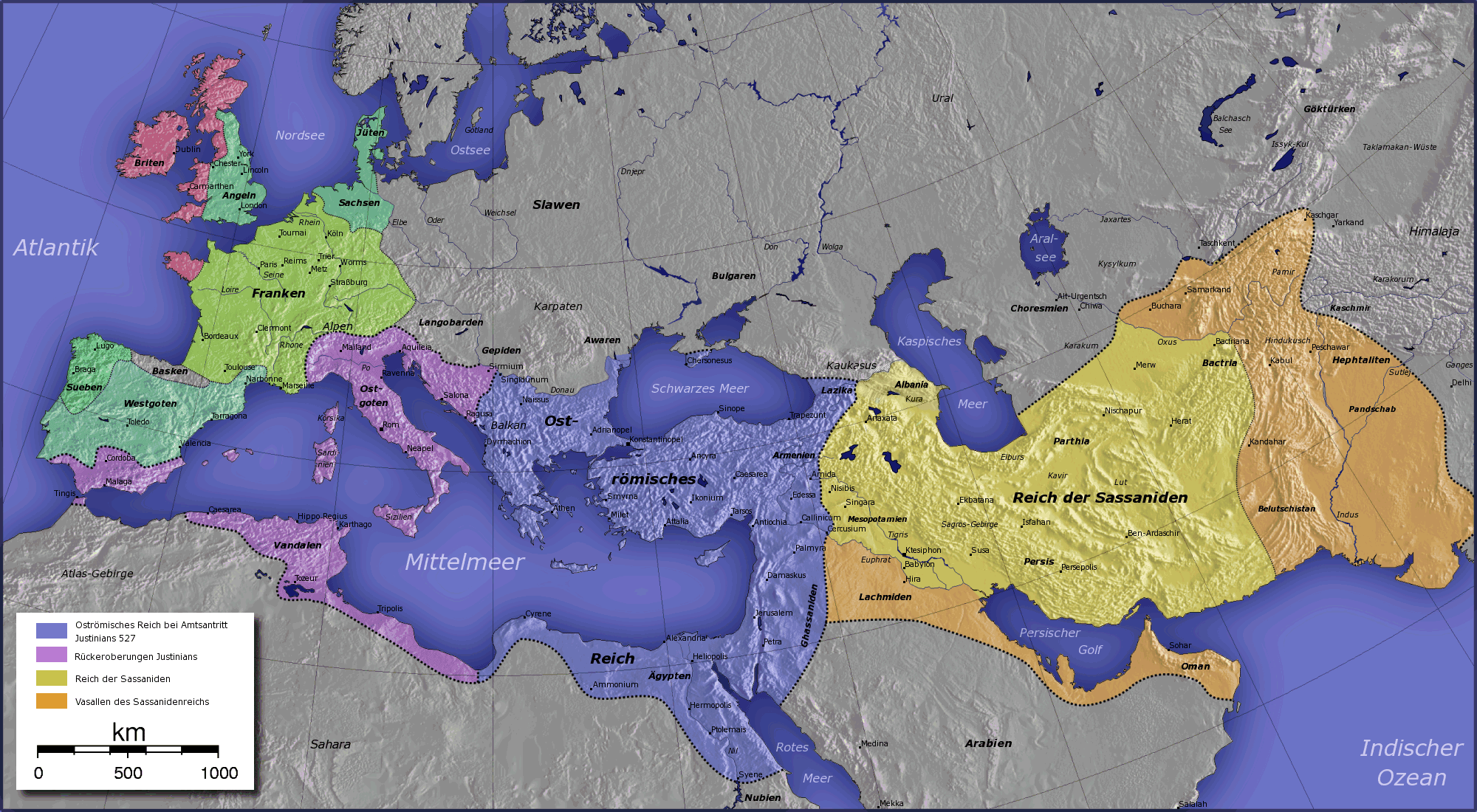
查士丁尼一世统治期间东罗马帝国和萨珊王朝的版图

公元539年，拉赫姆国王蒙迪尔四世·伊本·蒙迪尔率领的一次掠夺性侵略被伊本·贾巴拉率领的伽珊尼德人击败。公元540年，波斯人意识到东方战线上的和平给东罗马帝国创造了收复西罗马帝国故土的有利条件，悍然撕毁了"永久和平"条约。霍斯劳一世入侵了叙利亚并在当地肆意蹂躏。他向叙利亚和美索不达米亚的城市勒索巨额钱财，并系统性地掳掠了包括安条克城在内的其他都市。这些城市的居民也被强制迁徙至波斯帝国境内。公元541年，霍斯劳一世入侵了北方的拉兹卡地区。查士丁尼一世匆匆召回贝利撒留，命他前往东方对付波斯人的入侵，而盘踞意大利并暗通波斯国王的东哥特人则趁机在领袖托提拉的领导下发动反攻。公元541年，贝利萨留率领野战军攻击尼西比斯无果。同年，拉兹卡王国变节投向波斯帝国，因此霍斯劳一世率军前往当地巩固对其的控制。公元542年，霍斯劳一世再次在美索不达米亚地区发动攻势，企图夺取塞尔吉奥波利斯无果，同时又面临贝利萨留率大军回援只得撤退。途中，波斯军队再次劫掠了卡利尼古姆。波斯军队对另外几座罗马城市的攻击也一一被挫败了，而约翰·特洛格利塔更在达拉击败了波斯将领米尔·米罗并将其俘虏。公元543年，东罗马帝国的东方军团共30000多人鲁莽地攻击了亚美尼亚首府德温，却被一支波斯小分队巧妙地伏击并击溃了。公元544年，霍斯劳一世包围了埃德萨城，强攻两个多月无果后守军以约5000镑黄金换取波斯人收兵。两个罗马使节趁着波斯人收兵的时机前往泰西封和霍斯劳一世议和。与此同时，虽然霍斯劳一世为了回避查士丁尼大瘟疫撤回了波斯帝国的主力部队，但两个帝国的其他将领一直进行着旷日持久的战斗。公元545年，东罗马帝国和波斯帝国缔结了为期五年的休战协定，期间东罗马帝国必须向波斯帝国进贡钱财。
公元548年初，拉兹卡国王古比兹一世不堪作为波斯保护国的重负，乞求查士丁尼将其王国收归东罗马帝国保护之下。东罗马皇帝抓紧这次机会发动战争。公元548-549年间，亚美尼亚军队首长达吉萨乌斯率领东罗马和拉兹卡的联军获得了一系列胜利，但却无法攻克关键要塞佩特拉（今齐克希德齐里）。公元551年，接替达吉萨乌斯的东罗马帝国将领巴萨斯牢牢掌握了阿布哈茲和拉兹卡全境。他攻破了佩特拉，并摧毁了当地的城防工事。同年，米尔·米罗和霍利安尼斯率领波斯军队发动的一次攻势重新占据了拉兹卡东部。此时，罗马和波斯帝国以罗马每年向波斯支付5000镑黄金为条件将他们在公元545年签订的停战协定又延长了5年。东罗马帝国始终没有办法将波斯帝国彻底逐出拉兹卡地区，而在公元554年，米尔·米罗发动了一次新的攻势并攻占了东罗马将领马丁镇守的忒勒腓斯要塞。罗马和波斯帝国在拉兹卡的拉锯战又拖延了几年。到了557年，霍斯劳一世为了分神应付白匈奴的威胁，不仅延长了和罗马帝国的停战协定，还着手议定一份决定性的和约。562年，查士丁尼和霍斯劳一世的使节——彼得·帕特里夏和伊泽德·古什纳普——起草了“50年和约”。波斯人同意撤出拉兹卡，每年从东罗马帝国获得30000金币。交战双方都同意不再前线区域建筑防御工事，并放松对外交和贸易活动的约束。

### 争夺高加索

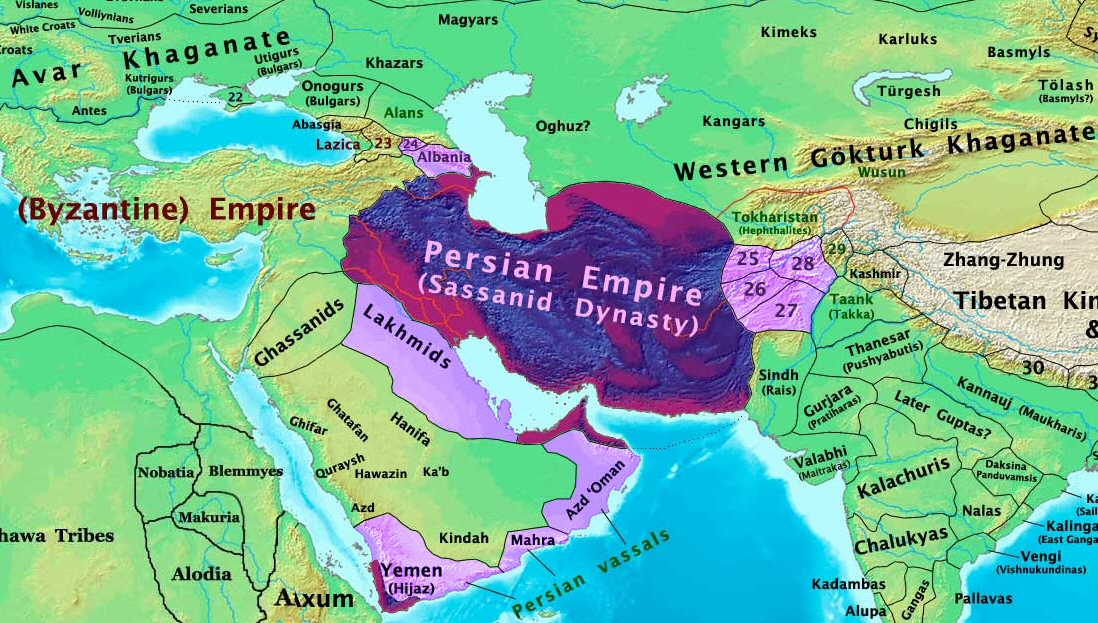
公元600年间萨珊王朝及其邻国 (包括东罗马帝国)

公元571年，罗马和波斯双方在也门和叙利亚大沙漠的代理人——阿克苏姆王国和希木叶尔王国——之间发生了冲突。同时，东罗马密谋和西突厥汗国结盟以共同对抗波斯。最后，亚美尼亚和伊比利亚王国不甘臣服于萨珊王朝而揭竿而起。战争一触即发。东罗马帝国皇帝查士丁二世将亚美尼亚纳入了东罗马保护范围。其表兄弟马西安率部劫掠了阿扎尼尼地区，侵入了美索不达米亚并击败了当地的波斯驻军。然而，马西安突然遭到解除职务，他麾下的部队只得放弃围攻尼西比斯。同时霍斯劳率援军赶到，攻破了达拉要塞并劫掠了叙利亚。东罗马帝国以45000索利都斯为代价和波斯帝国协议停火一年。虽然停火期限最后延长到了5年，但是高加索战线和阿拉伯沙漠战线上的战斗从未停止。公元575年，霍斯劳一世采用了武力施压和议和双管齐下的策略。他入侵了安纳托利亚并洗劫了塞巴斯蒂亚，但无法攻克狄奥多西波利斯。双方在梅利泰内交战后，波斯军队在横渡幼发拉底河时遭到罗马军队袭击，波斯人在溃退中损失惨重，连辎重队也被被俘虏了。
波斯方面的混乱给了罗马人趁火打劫的机会。东罗马帝国将领查士丁尼率军深入波斯境内并劫掠了阿特羅帕特尼王國。霍斯劳一世起初企图议和，但是波斯将领坦霍斯劳在民众普遍敌视罗马人的亚美尼亚获得了一场胜利，令波斯国王恢复了作战的信心。公元578年春，波斯军队劫掠了东罗马帝国的土地，美索不达米亚的土地上战事再起。东罗马将领莫里斯报复性地劫掠了波斯控制的美索不达米亚，攻克了阿普蒙要塞，并洗劫了辛加拉。霍斯劳一世遂重新开启和谈，但他本人却在579年初驾崩。他的继承人荷姆茲四世选择了继续战争。
公元580年，荷姆茲四世废黜了伊比利亚国王并将伊比利亚王国故土划为波斯总督直辖的行省。公元6世纪80年代之间，罗马和波斯双方一直进行着互有胜负的拉锯战。公元582年，莫里斯在康斯坦提亚战胜了阿达玛汉和坦霍斯劳率的波斯部队，并击杀了后者，然而莫里斯为了赶回君士坦丁堡称帝并未乘胜追击。公元586年，虽然罗马军队在索拉孔又获得了一次胜利，但同样无法打破僵局。
公元589年，波斯人巧施妙计夺取了马提罗堡，然同年波斯将领巴赫拉姆·楚宾不甘受到荷姆茲四世解除职务并且侮辱率部发动了叛乱。公元590年，荷姆茲四世在宫廷政变中被废黜，王位由其子霍斯劳二世继承，但巴赫拉姆并没有解散叛军。他击败了新王霍斯劳二世，迫使其逃到东罗马帝国寻求庇护，并自己登基称帝，是为巴赫拉姆六世。对此，霍斯劳二世在莫里斯一世支持下发动了起义。公元591年，忠于霍斯劳二世的波斯部队及其东罗马援军在布拉松战役中击败了巴赫拉姆六世。霍斯劳二世顺利复辟。为了报答罗马人的援助，霍斯劳二世不仅将达拉和马提罗堡归还给东罗马帝国，还同意割让伊比利亚西半部分和亚美尼亚大半部分。

### 终局之战

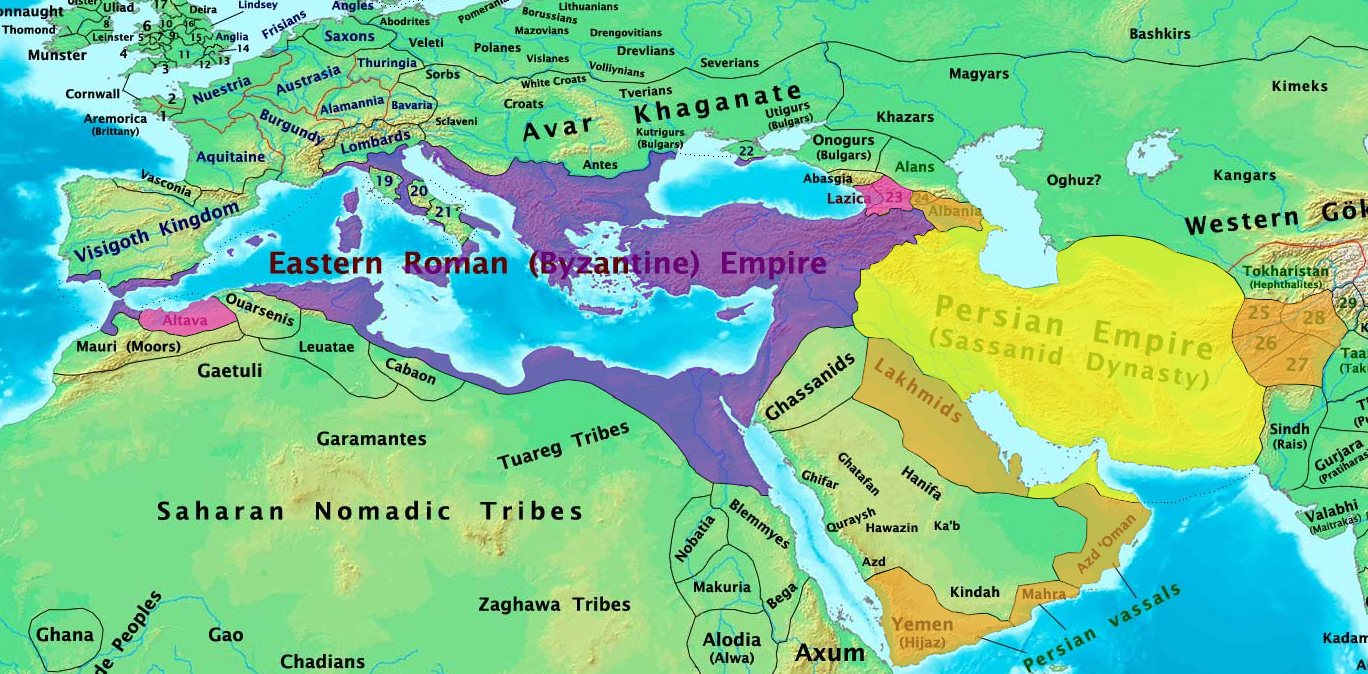
公元600年时的东罗马帝国和波斯帝国

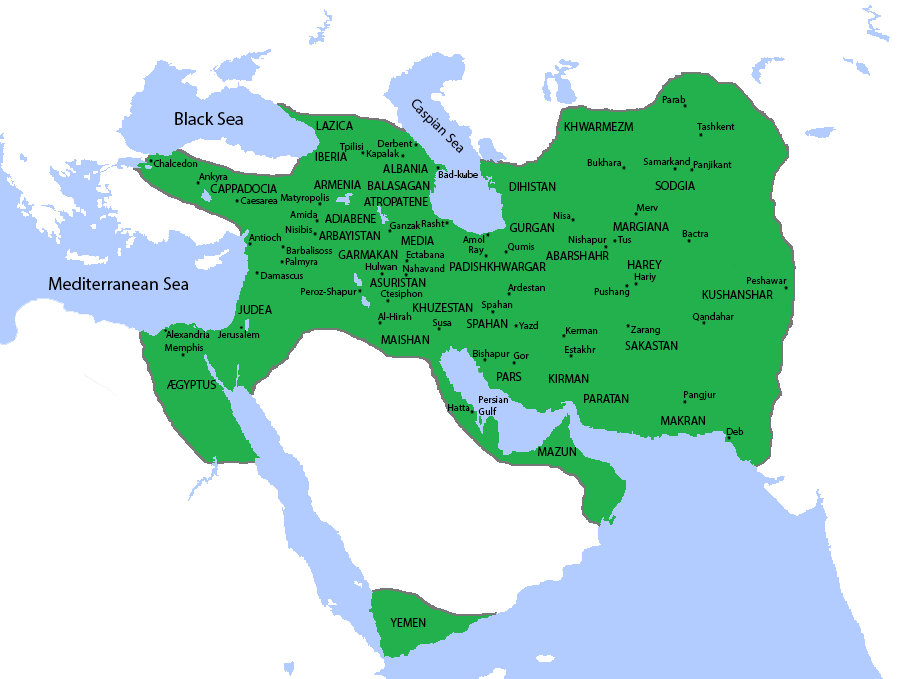
波斯帝国领土最广期间的疆域

公元602年，远在巴尔干地区的东罗马远征军在将领福卡斯的鼓动下发动了兵变。福卡斯篡位成功，并杀害了莫里斯一世及其家眷。霍斯劳二世以其恩人莫里斯遇害为借口向东罗马帝国宣战，以图夺回被东罗马帝国划入美索不达米亚行省的土地。战争初期，波斯军队所向披靡。霍斯劳二世扶持自称为莫里斯之子的人为伪皇帝加上罗马将领纳尔西斯的反叛加剧了东罗马帝国内部的混乱，为波斯人的进军创造了有利条件。公元603年，霍斯劳二世在美索不达米亚击败了罗马将领日耳曼努斯并包围了达拉城。纵有罗马援军从欧洲从欧洲赶来，达拉城在坚守9个月后仍然失守了。霍斯劳二世又下一城。与此同时，波斯军队在亚美尼亚战无不胜，并系统性地摧毁了东罗马帝国在高加索地区的驻军。
在东罗马帝国国内，福卡斯的暴政——所有东罗马帝国史料不约而同地指责福卡斯为一个暴君——引发了一次继承危机。东罗马将领希拉克略派遣侄儿耐克塔斯攻击埃及；其子希拉克略从迦太基率军启航，并在公元610年废黜福卡斯称帝。与此同时，波斯人完全征服了美索不达米亚地区和高加索。公元611年，波斯军队征服了叙利亚并进入了安纳托利亚，占据了凯撒利亚。公元612年，希拉克略将波斯人逐出了安纳托利亚，并在613年于叙利亚大举反击。然而，希拉克略在安条克城外大败于波斯将领沙赫尔巴拉兹和沙欣后东罗马防线彻底崩溃了。在接下来的10年间，波斯人成功征服了巴勒斯坦地区，埃及，罗得岛，以及东爱琴海的一些岛屿。波斯人的铁蹄也踏遍了安纳托利亚。祸不单行的是阿瓦尔人和斯拉夫人趁机大举入侵巴尔干地区，令东罗马帝国濒临灭亡。
这些年间，希拉克略一直致力重建东罗马帝国军队。他削减了军事项目以外的开销，令货币贬值，并在获得君士坦丁堡族长塞尔吉乌斯支持后充公教会的金银器来筹集军费。公元622年，希拉克略任命塞尔吉乌斯和将领博努斯为其子的摄政，将君士坦丁堡的防务交给他们，自己离开君士坦丁堡前往东方前线。他在小亚细亚集结了不对，并在进行演习回复士气之后发动了反攻。这次反攻具备了圣战的性质。他在高加索击败了由一名阿拉伯酋长率领的仆从军，并击败了沙赫尔巴拉兹手下的波斯部队。公元623年，希拉克略忙于和阿瓦尔人议和，战线平静了一年。公元624年，希拉克略继续作战并在阿特罗帕特尼首府格萨卡击败了霍斯劳二世亲率的部队。公元625年，他在亚美尼亚击败了波斯将领沙赫尔巴拉兹，沙欣和沙赫拉普拉坎，并在冬季奇袭了沙赫尔巴拉兹的军队过冬的营地，并袭击了他的指挥所。公元626年，这三位波斯将领联合阿瓦尔人和斯拉夫人试图围攻君士坦丁堡却无功而返。同时，沙欣率领的另一路波斯军队也被希拉克略的兄弟西奥多尔击溃了。

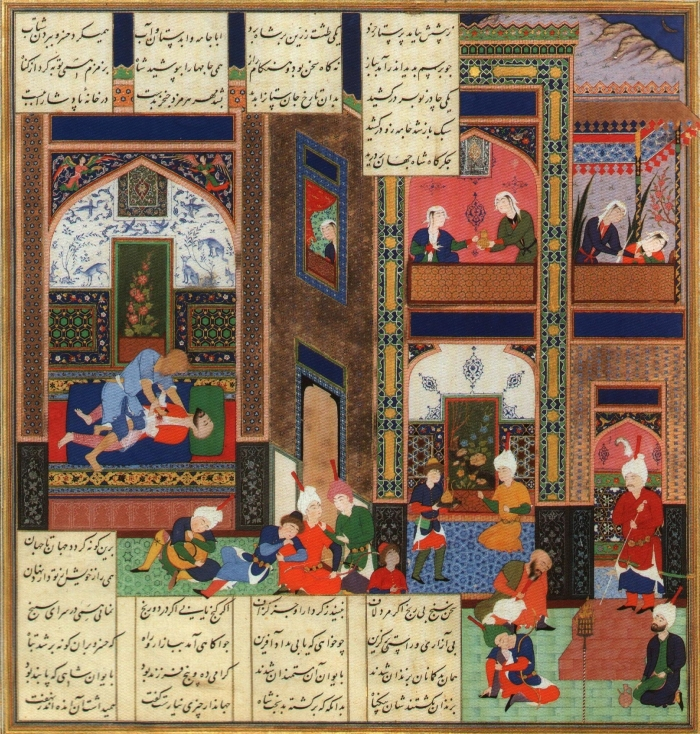
塔赫玛斯普一世在位期间创作的列王紀手抄本中的霍斯劳二世遇刺图

与此同时，希拉克略和西突厥汗国协议结盟，后者趁着波斯主力离开的时机蹂躏了波斯帝国在外高加索的领地。公元627年，希拉克略发动了一次冬季攻势，大举入侵美索不达米亚。虽然东罗马人的突厥盟友叛逃了，但是希拉克略仍然在尼尼微之战击败了波斯人。随后，希拉克略顺着底格里斯河南下，洗劫了位于達斯塔吉德的波斯宫殿并企图进攻泰西封，只有当波斯人摧毁了纳哈拉湾运河上的桥梁才止住了他的脚步。这时，王子喀瓦德二世发动了宫廷政变推翻了父亲霍斯劳二世并将其杀害。前者立即和东罗马帝国议和并同意撤出所有占领区。公园629年，希拉克略在一次庄严的仪式中将真十字架归还给了耶路撒冷。

## 后续
东罗马帝国和波斯帝国在6世纪和7世纪期间进行着旷日持久的战争。而最后一次拜占庭－萨珊战争中东罗马帝国和波斯帝国都派兵深入对方腹地，破坏对手的经济基础，令双方在战后一蹶不振。喀瓦德二世继位仅几个月便撒手人寰，令波斯帝国陷入长达几年之久的王位继承之争中。经济萧条，霍斯劳二世为支撑其战争征收的重税，和地主势力坐大令波斯帝国国力一落千丈。经济危机当前东罗马帝国也不能幸免于难。战争耗尽了帝国的国库；巴尔干地区大部落入斯拉夫人手中；安纳托利亚地区在多次波斯入侵中蒙受了严重破坏；虽然东罗马帝国收复了高加索，叙利亚，美索不达米亚，巴勒斯坦和埃及等地区，但波斯帝国的长期占领削弱了东罗马帝国对这些地区的控制力。
东罗马帝国和波斯帝国都没有获得休养生息的机会。在伊斯兰教的团结下，阿拉伯人异军突起并向近东地区的两个老牌帝国发动了排山倒海的攻击。波斯帝国在阿拉伯人的猛攻下土崩瓦解。其国家和文化最后都被伊斯兰势力征服了。而在阿拉伯－拜占庭战争战争中，虚弱的东罗马帝国再次丢失了叙利亚，亞美尼亞，埃及和北非行省，只能固守安纳托利亚，爱琴海群岛，以及巴尔干半岛和南意大利半島，堪称龟缩一隅。而这部分领土也在外族摧残下变得一贫如洗。在东罗马帝国里一直苟延残喘的的古典城镇化社会自此不可逆地演化成了中世纪的封建庄园社会。然而，虽然波斯帝国没落了，但是东罗马帝国却在阿拉伯人的猛攻下幸存了下来。它甚至在674年-678年和717年－718年间两次挫败了阿拉伯人对君士坦丁堡的包围。东罗马帝国在守卫首都和核心领土上颇为成功，但它远征海外的能力则日益衰弱。久而久之克里特岛和南意大利都落入了阿拉伯人手中。后来，马其顿王朝和科穆宁王朝的中兴之主曾经带领东罗马帝国短暂地夺回部分海外领土，但东罗马帝国直到灭亡为止都无法恢复查士丁尼一世时期的广袤国土。

## 战略和战术
罗马共和国和帕提亚帝国在公元前1世纪首次接触并发生冲突时，帕提亚帝国似乎有潜力席卷整个爱琴海和地中海东岸。然而，罗马人挫败了帕科鲁斯和拉比埃努斯对叙利亚和安纳托利亚的入侵，并逐渐开始针对帕提亚军制的弱点——适合组织国防但无法系统性地开疆拓土——进行改革。从圖拉真时代开始，罗马人不断调整，改良其总体战略，逐渐形成了对帕提亚帝国的战略攻势。帕提亚人和他们在公元3，4世纪的继承人——萨珊王朝——一样不愿意浪费军力坚守美索不达米亚地区。然而，罗马人从来无法攻入伊朗高原：他们在抵达下美索不达米亚的时候通常已经形同强弩之末。此时，他们交通线不但拉得极长，还必须穿过刚刚易手统治不稳的领土，因而暴露在各种起义和波斯人反攻的威胁下。
从公元4世纪开始，萨珊王朝日渐强盛并逐渐采取攻势。他们认为罗马帝国在帕提亚和萨珊王朝立国初期夺取的土地都是波斯帝国自古以来的领地。和帕提亚帝国相比，萨珊王朝强化了中央集权并正式组织了国防战略和国防军，但是他们直到霍斯劳一世即位都没有常备军。总而言之，罗马人认为萨珊王朝的威胁比帕提亚帝国更强，而萨珊王朝则认为罗马帝国是出类拔萃的对手。后来，东罗马帝国和萨珊波斯帝国都积极投入代理人战争。而两国的代理人则包括了南方的阿拉伯部族和北方的游牧民族。

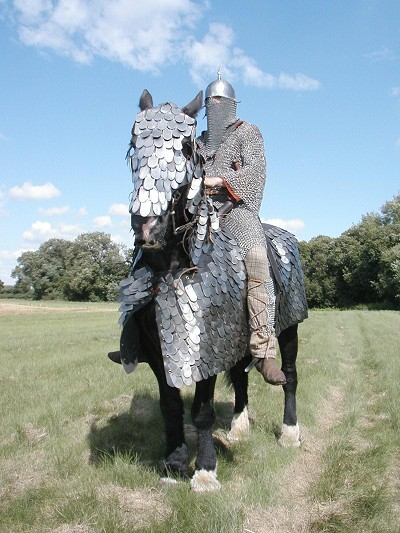
由爱好者复原的波斯全覆裝甲騎兵形象

军事上，萨珊王朝和其先祖帕提亚帝国一样依赖骑兵——包括弓骑兵和全覆裝甲騎兵——后者是由贵族出任的重骑兵部队。此外，波斯人更从印度河流域获得了戰象部队。然而，波斯帝国的步兵素质劣于罗马步兵。波斯人采取混编的弓骑兵和重骑兵多次重创罗马军团。他们在公元前53年击败了克拉苏，在公元前36年挫败了安东尼，并在公元260年大败并俘虏了瓦勒良皇帝。后来，罗马帝国也逐渐学习了帕提亚帝国的骑兵战术，并师法波斯人引进了波斯风格的重骑兵和全覆铁甲重骑兵。由此，由公元3世纪开始直到罗马-波斯战争落幕，重骑兵部队在罗马和波斯军队之中一直能够大放异彩。罗马帝国也逐渐引入了弓骑兵部队。从公元5世纪开始，罗马军中的弓骑兵成为了正规军，不再由雇佣兵组成。在单兵素质上，罗马帝国的弓骑兵甚至优于波斯弓骑兵。然而，由於罗马帝国的弓骑兵部队规模较小，波斯的弓骑兵部队始终令罗马人如芒在背。到了霍斯劳一世在位期间，既能持矛近战又谙于骑射的通用型”萨瓦兰“骑兵出现了。
另一方面，波斯人习得了罗马人建造攻城器械的技术。罗马人自古精于攻城戰，并研发了大量精巧的攻城器械。然而，波斯人对攻城一窍不通。他们的骑兵部队更长于出其不意，迂回包抄。帕提亚人籍此在公元前36年摧毁了安东尼的辎重队伍和攻城器械。萨珊王朝建国后一改过去的常态。罗马人终于遇到了在攻城方面毫不逊色于自己的对手。萨珊波斯的部队善于建造攻城坡道，使用攻城锤，和挖掘地道。他们有时也会使用攻城塔，弩炮，和化学武器。后者在波斯人围攻杜拉（256年）和佩特拉（550-551年）就有记录。史学家普遍承认萨珊王朝比帕提亚帝国更善于攻城，工程学，后勤学，以及建筑防御工事。